# Lebiasina multimaculata
Lebiasina multimaculata är en fiskart som beskrevs av Boulenger, 1911. Lebiasina multimaculata ingår i släktet Lebiasina och familjen Lebiasinidae. Inga underarter finns listade i Catalogue of Life.